# Лангаско (Ђенова)
Лангаско је насеље у Италији у округу Ђенова, региону Лигурија.
Према процени из 2011. у насељу је живело 460 становника. Насеље се налази на надморској висини од 338 м.